# 강물이끼과
강물이끼과(Fontinalaceae)는 털깃털이끼목에 속하는 이끼과의 하나이다. 물 속에 잠겨 서식하는 이끼로만 이루어져 있다. 크기가 20~30cm에 이를 정도로 상당히 크고, 물 위에 뜨는 식물이다. 강물이끼(Fontinalis antipyretica) 등을 포함하고 있다.

## 하위 속
- Brachelyma
- Dichelyma
- 강물이끼속 (Fontinalis)

## 같이 보기
- 꼬리이끼목
  - 나무연지이끼과
- 톳이끼목
  - 톳이끼과
- 망울이끼목
  - 은비늘이끼과